# Moderne Engelske Kamphøns
Moderne Engelske Kamphøns er en hønserace, der stammer fra England.
Hanen vejer 2-3 kg og hønen vejer 1,75-2,5 kg. De lægger hvidgullige æg à 50-55 gram. Racen findes også i dværgform.

## Farvevariationer
- Guldhalset
- Sølvhalset